# Brain Failure
Brain Failure (Traditioneel Chinees: 腦濁; Vereenvoudigd Chinees: 脑浊; pinyin: Nǎozhuó) is een Chinese punkband die in 1997 werd opgericht te Peking.
Brain Failure maakt deel uit van de underground punkcultuur in Peking, maar heeft ook internationale aanhang. De band heeft getoerd met verschillende buitenlandse bands, waaronder Dropkick Murphys, The Business en The Unseen. Daarnaast heeft Brain Failure in 2007 een splitalbum uitgebracht samen met Big D and the Kids Table, een Amerikaanse ska-punkband. Ook zijn nummers van de band verschenen op diverse compilatiealbums, zoals op Give 'Em the Boot IV (2004).
De stijl van Brain Failure wordt hoofdzakelijk beïnvloed door bands als Rancid, Ramones en The Clash. De teksten van de band gaan veelal over politieke en maatschappelijke onderwerpen.

## Leden
| Huidige leden - Xiao Rong - zang, gitaar - Wang Jian - gitaar, achtergrondzang - Gao Yufeng - basgitaar - Xu Lin - drums | Voormalige leden - Dave O'Dell - basgitaar - Shi Xudong - basgitaar - Ma Jiliang - basgitaar |

## Discografie
Studioalbums
- Turn On The Distortion! (2002, Bad News Records)
- American Dreamer (2004, Bad News Records)
- Coming Down to Beijing (2007, Bad News Records)
- Downtown Production (2009, Bad News Records)
- (Dare to Be) Tous Les Jours (2012, Modern Sky Records)

Andere albums
- Beijing to Boston (2007, Bad News Records)